# Schweizerischer Anwaltsverband
Der Schweizerische Anwaltsverband (SAV) ist die Berufsorganisation der unabhängigen und selbständigen Anwältinnen und Anwälte der Schweiz.

## Zweck
Gemäss seinen Statuten vertritt und wahrt der SAV das Ansehen, die Rechte und die Interessen der schweizerischen Anwaltschaft im In- und Ausland für die Unabhängigkeit des Anwaltsberufes. Er fördert die theoretische und praktische Weiterbildung seiner Mitglieder und trägt zur Vervollkommnung des Rechts und der Rechtspflege bei. Er begründet und erhält ein kollegiales Verhältnis unter seinen Mitgliedern und fördert die Beziehungen unter den kantonalen Anwaltsverbänden. Er pflegt die Beziehungen zu Anwaltsverbänden anderer Länder und zu internationalen Anwaltsorganisationen, welche ähnliche Ziele verfolgen. Er vertritt die schweizerische Anwaltschaft gegenüber den eidgenössischen Behörden und den internationalen Organisationen.
Der SAV hat Standesregeln erlassen, die für seine Mitglieder verbindlich sind und die gesetzlichen Regelungen ergänzen.

## Organisation
Der Verband hat seinen Sitz ist Bern. Ihm sind 24 kantonale Anwaltsverbände untergliedert. 
Der SAV zählt derzeit 11'010 Mitglieder, davon sind 3'487 Frauen.